# 弦楽四重奏曲第2番 (サン＝サーンス)
弦楽四重奏曲第2番（げんがくしじゅうそうきょくだい2ばん）ト長調 作品153 は、カミーユ・サン＝サーンスが1918年に作曲した弦楽四重奏曲。

## 概要
弦楽四重奏曲第1番の完成から20年近くが経った1918年初夏、サン＝サーンスは2作目となる弦楽四重奏の作曲に取り掛かった。この頃、第一次世界大戦は終戦の兆しを見せ始めていたが、両陣営には多大な被害が出ており、フランス国内では社会主義の拡大が影を落としていた。「近頃の出来事による終わることのない苦しみ」により一時創作の筆が止まっていたサン＝サーンスであったが、8月には全曲の完成にこぎつけている。彼は「第2四重奏曲を書き上げられてとても嬉しく思います!凡夫はまだ生きております」とその喜びを表現した。
曲は楽譜出版者のジャック・デュランに献呈された。初演は1919年12月2日、バークシャー四重奏団によってアメリカ合衆国で行われた。
本作の作曲時に83歳となっていたサン＝サーンスは、作品の中でモーツァルトの精神に立ち返っている。全体は3楽章から成る古典的な構成を取っており、演奏時間もモーツァルトやハイドンの作品に近づいている。作曲者自身は第1楽章を「若さ」、そして第2楽章はそれを失ってしまうという何よりの悲しみと評した。彼は演奏が容易な作品に仕上げたいと考えていたようだが、出来上がってみると平明な曲想に似合わぬ難曲になってしまっていた。古典的佇まいを保ちつつも、瑞々しさにより作曲者の年齢を感じさせない本作を、前作よりも高く評価する声もある。

## 楽曲構成

### 第1楽章
Allegro animato 4/4拍子 ト長調
ロンド形式。ロンド主題は5つの動機から構成され計35小節に及ぶものだが、再現時には任意にそれらの一部が脱落する。序奏を置かず、冒頭から主題が提示される（譜例1）。ペインは2小節目までを1つ目、3小節目以降を2つ目の材料に区分している。
譜例1
4つ目の動機を譜例2に示す。チェロが譜例1のリズムを用いて合いの手を入れていく。
譜例2
5つの要素を提示し終えると譜例1のリズムを用いて推移し、イ長調に転調して最初のエピソードを導く（譜例3）。この主題もロンド主題同様、動機を積み重ねることにより形成されている。
譜例3
さらに、2度音程を繰り返す譜例4の動機が導入され、これによって全ての動機が出揃ったことになる。
譜例4
ト長調へ回帰してロンド主題が奏される。ここでは5つ目の動機が省略され、譜例3がホ短調で奏されると譜例1に基づく経過が開始される。これは変ロ長調に転じた譜例4に接続される。まもなく2つ目の動機（譜例1後半）の反行形が出され、これを用いて展開が行われる。譜例4が顔を出した後ロンド主題に至り、第1ヴァイオリンの華麗なパッセージを伴い再現される。この回では3つ目と5つ目の動機が省略されている。嬰ヘ長調を経由して3つ目のエピソードに入り、楽章中に現れたあらゆる動機が総動員される。最後となるロンド主題の再現では4つ目、5つ目の動機が削られる。1つ目の動機の拡大形が聞こえると譜例4、3、2が回想されて静まっていき、譜例2の拡大形を最後に弱音で終わりを迎える。

### 第2楽章
Molto adagio 4/4拍子 ハ短調
拍子の異なる2つの主題が交代する形式となっている。サン＝サーンスはこの楽章について、いつもの調子でユーモアを交えつつひどく退屈だと述べ、退屈になりすぎないために3拍子系のエピソードを入れ込んだのだと説明した。5小節の導入に続いて1つ目の主題が提示される（譜例5）。
譜例5
各々の部分はさらにa-b-aの小部分に分けられる。譜例6を間に挟んでから譜例5の要素が示され、もう一つの主題の提示へ移行していく。
譜例6
2つ目の主題は変ニ長調で提示される（譜例7）。これも中間エピソードを挟み、最終的には嬰ヘ短調へ至る。
譜例7
嬰ヘ短調のまま元の拍子、テンポに戻って譜例5が示される。譜例6を置くと、続いて譜例7がニ長調で出される。第1の主題は嬰ハ短調で接続され、途中2回ほど第2の主題からの挿入がありつつ譜例6へと進んでいく。その終わりには第1ヴァイオリンによるカデンツァが設けられている。カデンツァ後には譜例5が元来のハ短調で再現されるが、譜例6は省略されてハ長調の譜例7に進む。コーダはアダージョとなり、半音階的推移を経て静かに閉じられる。

### 第3楽章
INTERLUDE et FINAL. Andantino 3/4拍子 - Allegretto con mote 2/4拍子
ロンド形式。間奏曲（interlude）と題された38小節の導入部から始まっており、この間、第1ヴァイオリンは全休止となっている。主部のロンドは間奏曲部とは主題的な関連を持たない。主部の開始にもさらに17小節の序奏が置かれ、その後にロンド主題が第2ヴァイオリンから提示される（譜例8）。この主題は主部の序奏と関連している。
譜例8
譜例9はロンド主題の2つ目の動機で、やはりこれも序奏部と関連付けられている。ヴィオラに始まり、第2ヴァイオリン、第1ヴァイオリンが模倣していく。
譜例9
ロンド主題の3つ目の動機は急速な分散和音とスケールによって形作られる（譜例10）。
譜例10
推移を経て、譜例8が変ロ長調で奏される。ここでは旋律中の異なる材料が対旋律として組み合わされていく。さらに譜例9を経て、曲はフガートへと突入する（譜例11）。
譜例11
4声のフガートは頂点に達すると静まり、多声的な動きが続く中で主部序奏のモチーフが重ね合わせられる。全休止で一呼吸を置いて主調により譜例8のロンド主題が再現され、譜例9、譜例10もその後を追う。変ニ長調となって展開が開始される。まず、譜例8と譜例11の一部分から取り出した材料が扱われ、次にピウ・モッソ、ニ短調となってフガートの主題が展開される。アレグレットから譜例9が自由に展開され、ロンド主題の最後の再現への準備を行う。譜例8は広い音域で全楽器がユニゾンで奏することで堂々と再現され、譜例9、譜例10は以前に出た形を保って後続していく。コーダは譜例8に始まって譜例9を巻き込み、譜例9の2小節目の音型が反行形で折り重なる。最後はアレグロとなって、フォルティッシモで全曲を締めくくる。